# Annemarie Weis
Annemarie Weis (* 27. April 1877 in Riehen; † 18. September 1933 in Basel) war eine Schweizer Volkskundlerin. Sie sammelte im Oberwallis ethnographische Objekte für das heutige Museum der Kulturen Basel.

## Leben und Werk
Annemarie Weis wurde 1877 geboren als uneheliches Kind der verwitweten Maria Magdalena Weis-Hindenach (* 22. Januar 1854; † 1. August 1913). Sie wuchs mit zwei Brüdern (Georg Jakob, * 13. November 1875 und Emil Karl, * 23. Juni 1879) in Riehen bei Basel auf.
Als Arbeitslehrerin an der Sekundarschule in Riehen war sie finanziell unabhängig. Sie blieb ihr Leben lang unverheiratet.
Spätestens mit 32 Jahren (1909) kam Weis zum ersten Mal ins Wallis; ab April 1922 wohnte sie zwei Jahre lang in Wildi bei Saas-Fee und ab dem 10. Mai 1924 mietete sie eine Wohnung in Tamatten bei Saas-Grund. Dort blieb sie wohnhaft bis 1927, die Winter verbrachte sie teilweise in Basel.
Neben der Botanik interessierte Weis sich für volkskundliche Aspekte des Walliser Alltags. Inspiriert von der «Ausstellung für Volkskunst und Volkskunde» 1910 sammelte sie ab 1916 systematisch im Austausch mit Eduard Hoffmann-Krayer, dem damaligen Vorsteher der europäischen Sammlung. die lokale Sprache, die Techniken der materiellen Kultur und baute Beziehungen zur lokalen Bevölkerung auf. Sie orientierte sich an den theoretischen Leitbildern der Zeit. Vertreter des Evolutionismus wie Leopold Rütimeyer vermuteten in entlegenen Gebieten wie dem Wallis Spuren einer angenommenen Ursprünglichkeit vorzufinden, die zusammen mit Objekten aus «modernen», also städtischen Gebieten eine Entwicklungsreihe bilden sollten. Eine Reihe von «primitiven» Beleuchtungsgeräten, insbesondere Specksteinlampen, trug Weis für das Basler Museum zusammen. Geräte aus Land- und Viehwirtschaft sowie Werkzeug und Hilfsmittel für die Käseherstellung und Tierhaltung, Haushaltsgegenstände, Holzinschriften und Geräte zur Textilherstellung fügten sich in bestehende Sammlungsinteressen am Museum ein; Weis schickte aber auch unaufgefordert Objekte, wie Heidenkreuze oder pflanzliches Material, das sie ethnographisch interessant fand.
Weis sandte Hoffmann-Krayer 1928 die letzten volkskundlichen Objekte; bis 1930 lieferte sie dem Basler Botaniker Hermann Christ-Socin (1833–1933) Herbarbelege. Auf ihrer letzten Reise ins Wallis erkrankte sie. Zurück in Basel wurde sie im Claraspital operiert, am 18. September 1933 starb sie im Alter von 56 Jahren.

## Rezeption
Annemarie Weis steuerte über 400 Walliser Objekte zur Sammlung des MKB bei. Stücke ihrer Sammlung wurden mehrfach publiziert und in verschiedenen Ausstellungen gezeigt; zudem publizierte sie mehrere kurze Artikel in der Zeitschrift Schweizer Volkskunde. Dennoch tauchte ihr Name lange nicht prominent in der Fachgeschichte auf. Ein Viertel ihrer Sammlung war in der Sammlungsdatenbank des MKB nicht mit ihrem Namen verknüpft. Die unzureichende Rezeption dieser Sammlerin steht stellvertretend für eine Tendenz des «Unsichtbarwerdens» der Leistungen von Frauen in den Anfängen der Volkskunde.

## Schriften
- Ein alter Brauch bei Versteigerungen. In: Schweizer Volkskunde 8 (1918), S. 7.
- Eine Walliser Ortsneckerei. In: Schweizer Volkskunde 8 (1918), S. 8.
- Allerlei Volkskundliches aus dem Oberwallis. In: Schweizer Volkskunde 7 (1921), S. 53.
- Volkskundliche Splittler. In: Schweizer Volkskunde 13 (1923), S. 6–7.
- Volkskundliches aus Saas (Wallis). In: Schweizer Volkskunde 13 (1923), S. 38–39.